# 니콜 루프레트
니콜 루프레트(독일어: Nicol Ruprecht; 1992년 10월 2일 ~ )는 오스트리아 인스부르크 출신의 여자 리듬체조 선수이다.

## 사생활
니콜의 여동생 안나 루프레트 또한 리듬체조 선수이다.

## 선수 생활 요약
- 2001년 - 리듬체조 처음 시작
- 2010년 - 모스크바에서 열린 세계 선수권 참가
- 2011년 - 몽펠리에에서 열린 세계 선수권 참가
- 2013년 - 캐롤린 웨버가 은퇴하고 오스트리아 리듬체조 1인자가 됨
- 2013년 - 비엔나에서 열린 세계 선수권 참가

## 수상 내역
체코 브르노 2012년 리듬체조 그랑 프리 - 볼

  체코 브르노 2012년 리듬체조 그랑 프리

  오스트리아 인스부르크 2014년 리듬체조 그랑 프리 - 후프